# 창녕 비봉리 패총
창녕 비봉리 패총(昌寧 飛鳳里 貝塚)은 대한민국 경상남도 창녕군 부곡면 비봉리에 있는 신석기시대 패총 유적이다. 2007년 8월 28일 대한민국의 사적 제486호로 지정되었다.

## 개요
창녕비봉리패총은 내륙지방에서 발견된 최초의 신석기시대 패총 유적이며, 우리나라에서 가장 오래된 선사시대의 배와 신석기시대 편물기술을 보여주는 망태기를 비롯하여 대규모 도토리 저장시설 등이 출토되어 신석기시대연구에 중요한 자료로 확인되었다.
배수장 건립 과정에서 발견되어 현재 배수장은 전시관으로 리모델링하고 있다.

## 같이 보기
- 패총

## 참고 자료
- 창녕 비봉리 패총 - 국가유산청 국가유산포털